# Sfăcăru, Prahova
Sfăcăru este un sat în comuna Podenii Noi din județul Prahova, Muntenia, România.
 Acest articol despre o localitate din județul Prahova este deocamdată un ciot. Puteți ajuta Wikipedia prin completarea lui.